# زبان سودو
زبان سودو از زبان های رایج در کشور اتیوپی و از خانواده زبانهای سامی است که در حدود سیصدهزار تن گویشور دارد.